# Ejler Bille
Ejler Kristian Torbensen Bille, född 6 mars 1910 i Odder i Danmark, död 1 maj 2004, var en dansk målare, grafiker, skulptör och författare. 
Ejler Bille var son till redaktören Torben Holger Bille och Anna Kirstine Lysabild Jensen. Han tog studentexamen på Birkerød Statsskole 1930 och började på Det Kongelige Danske Kunstakademi i Köpenhamn 1933. År 1931 debuterade han på Kunstnernas Efterårsudstilling.
I början av 1930-talet introducerade Ejler Bille ett av Vasilij Kandinsky inspirerat abstrakt måleri i Danmark, vilket han sedan höll fast vid i muntert brokiga målningar i en välstämd kolorit. I sina djurskulpturer närmade han sig mer naturens former.
Han var delaktig i Corner, COBRA, Høstudstillingen 1938–50, Martsudstillingen samt Den Frie Udstilling.
Ejler Bille gifte sig 1944 med målaren och författaren Else Agnete Therkildsen (1900-93) och är tillsammans med henne begravd på Vejby Kirkegård.

## Utmärkelser i urval
- Eckersbergmedaljen (1960)
- Thorvaldsenmedaljen (1969)
- Prins Eugen-medaljen (1987)
- Amalienborg-prisen (2001)

## Diktsamlingar i urval
- Digte og Vignetter (Brøndums forlag 1980)
- Valmuernas generalforsamling (Brøndums forlag 1987)